# Bruno Barreto
Bruno Barreto (16 de marzo de 1955) es un director de cine brasileño. 

## Biografía
Nació en Río de Janeiro, hijo de Lucy y Luiz Carlos Barreto. Comenzó a hacer películas a la edad de diecisiete años, convirtiéndose en uno de los directores de cine más conocidos de Brasil. Los géneros presentes en sus películas varían desde la comedia, con trabajos como Dona Flor e Seus Dois Maridos (1976) y Bossa Nova (2000), hasta los thriller como O Que É Isso, Companheiro? (1997). Otras películas dirigidas por Barreto incluyen Carried Away y View from the Top. 
Barreto estuvo casado con la actriz Amy Irving entre 1996 y 2005, con quien filmó Bossa Nova y Carried Away. Tuvieron un hijo llamado Gabriel.

## Filmografía
- Crô: O Filme (2013)
- Flores raras (2013)
- Última Parada 174 (2008)
- Caixa Dois (2007)
- O Casamento de Romeu e Julieta (2005)
- View from the Top (2003)
- Bossa Nova (2000)
- One Tough Cop (1998)
- Cuatro días de septiembre (1997)
- Carried Away (1996)
- The Heart of Justice (1993)
- A Show of Force (1990)
- Gabriela (1983)
- Amor bandido (1980)
- Doña Flor y sus dos maridos (1976)

## Premios y distinciones
Premios Óscar
| Año  | Categoría                                       | Película                  | Resultado |
| ---- | ----------------------------------------------- | ------------------------- | --------- |
| 1998 | Mejor película extranjera (de habla no inglesa) | Cuatro días de septiembre | Nominado  |